# Zahna-Elster
Zahna-Elster è una città tedesca di 9 106 abitanti, situata nel land della Sassonia-Anhalt.

## Geografia antropica
Il territorio della città di Zahna-Elster è diviso in 9 municipalità (Ortschaft):
- Dietrichsdorf (comprende la frazione di Külso)
- Elster (Elbe) (comprende le frazioni di Gielsdorf, Meltendorf e Iserbegka)
- Gadegast
- Leetza (comprende le frazioni di Raßdorf e Zallmsdorf)
- Listerfehrda
- Mühlanger (comprende la frazione di Gallin)
- Zahna (comprende le frazioni di Bülzig, Klebitz, Rahnsdorf e Woltersdorf)
- Zemnick
- Zörnigall

Ogni municipalità è amministrata da un "consiglio locale" (Ortschaftsrat) e da un "sindaco locale" (Ortsbürgermeister).